# 1816 en musique classique
| \| • Retour à la chronologie générale de la musique classique • \| |
| Grèce • Rome • Haut Moyen Âge • VIIIe siècle • IXe siècle • Xe siècle • XIe siècle XIIe siècle • XIIIe siècle • XIVe siècle • XVe siècle • XVIe siècle • XVIIe siècle XVIIIe siècle • XIXe siècle • XXe siècle • XXIe siècle |
| • Retour à la chronologie générale de la musique classique • |

| Années en musique classique : 1813 - 1814 - 1815 - 1816 - 1817 - 1818 - 1819    |
| Décennies en musique classique : 1780 - 1790 - 1800 - 1810 - 1820 - 1830 - 1840 |

Cet article présente les faits marquants de l'année 1816 en musique.

## Événements

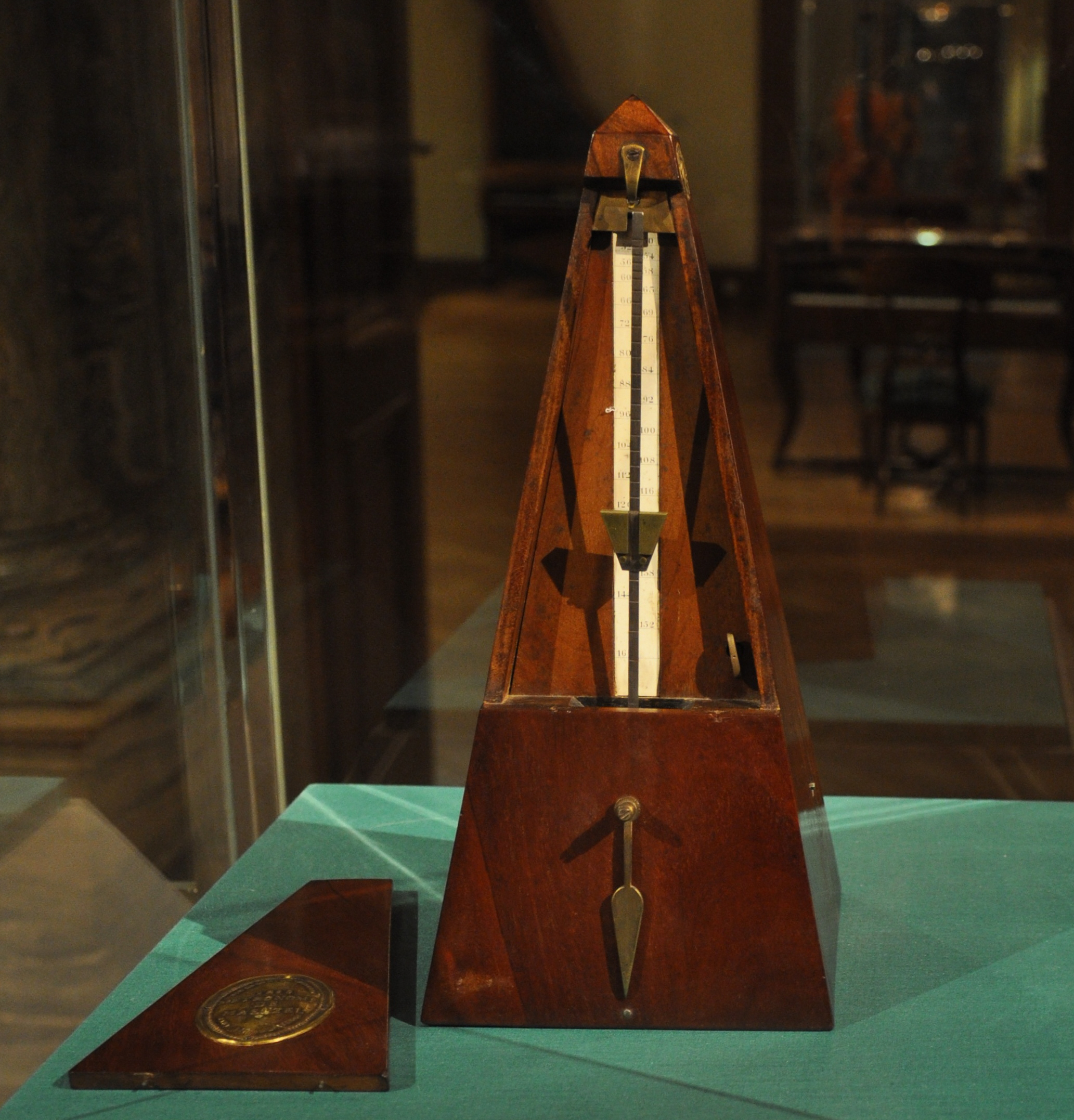
Un métronome original de Mælzel (Paris, 1816).

- 13 février : Incendie du Teatro San Carlo de Naples, il sera restauré et rouvert le 12 janvier 1817.
- 20 février : Le barbier de Séville, opéra du compositeur italien Gioachino Rossini, représenté à Rome.
- 27 avril : la Symphonie no 4 est composée par Schubert (création le 19 novembre 1849).
- 26 septembre : La gazzetta, opéra de Gioachino Rossini, créé à Naples.
- 20 décembre : Claudina in Torino de Carlo Coccia, au Teatro San Moisè de Venise[1].
- 27 décembre : création de Berenice di Armenia de Carlo Evasio Soliva, au Teatro Regio de Turin

Date indéterminée
- An die ferne Geliebte (À la bien-aimée lointaine) et Sonate pour piano no 28 en la majeur opus 101 de Beethoven.
- Publication du Quatuor à cordes no 11 op. 95  « Quartetto Serioso » de Beethoven.
- Il Pigmalione, opéra composé par Gaetano Donizetti (créé en 1960).
- Gli amori di Teolinda, cantate pastorale pour soprano, clarinette obligée et chœur d'hommes de Giacomo Meyerbeer.
- Le Bavarois Mælzel dépose le brevet du métronome.
- Schubert compose le lied Le Roi de Thulé (Der König in Thule) D 367 op. 5 no 5.
- Grand duo concertant pour clarinette et piano en mi bémol majeur, composé par Carl Maria von Weber.

## Prix de Rome
1er Prix non attribué, 2e Prix : Désiré-Alexandre Batton et Fromental Halévy avec la cantate Les derniers moments du Tasse.

## Naissances

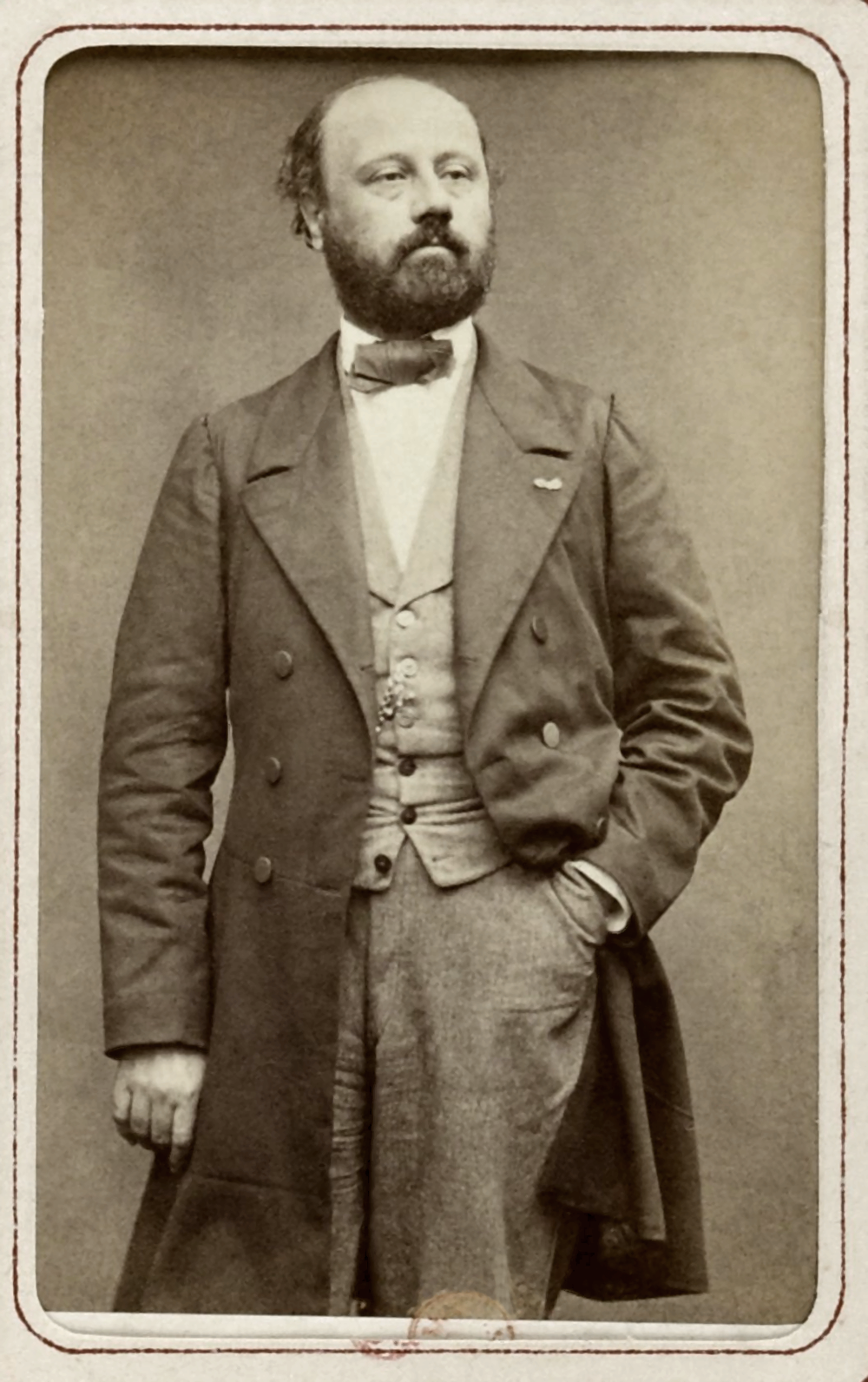
François Bazin

- 11 janvier : Antonio Superchi, chanteur d'opéra baryton italien († 5 juillet 1893).
- 2 février : Louis Feltz, organiste, compositeur et pédagogue français († 22 décembre 1891).
- 16 février : Gaetano Fraschini, ténor italien († 23 mai 1887).
- 20 février : Joseph Poniatowski, compositeur, diplomate, sénateur… italiano/franco/polonais († 3 juillet 1873).
- 26 février : Franz Krenn, chef d'orchestre, organiste et professeur de musique autrichien († 18 juin 1897).
- 19 mars : Johannes Verhulst, compositeur néerlandais († 17 janvier 1891).
- 23 mars : Antoine-Joseph Lavigne, hautboïste français († 1886).
- 13 avril : William Sterndale Bennett, fondateur de la Bach Society († 1er février 1875).
- 26 avril : Eugène Albert, facteur d'instruments à vent belge († 11 mai 1890).
- 3 juin : François Prume, violoniste et compositeur belge († 14 juillet 1849).
- 16 juillet : Antoine François Marmontel, pianiste, pédagogue et musicologue français († 17 janvier 1898).
- 5 août : Jean-Georges Paulus, musicien français († 14 avril 1898).
- 17 août : Benjamin Bilse, maître de chapelle, directeur musical et compositeur allemand († 13 juillet 1902).
- 4 septembre : François Bazin, compositeur français († 2 juillet 1878).
- 15 septembre : Édouard Wolff, pianiste et compositeur polonais († 16 octobre 1880).
- 28 septembre : Marius Audran, chansonnier et ténor français († 9 janvier 1887).
- 11 novembre : August Wilhelm Ambros, compositeur, musicologue et historien de la musique autrichien († 28 juin 1976).
- 24 novembre : Matteo Salvi, compositeur et metteur en scène italien († 18 octobre 1887).
- 29 novembre : Karl Binder, compositeur autrichien († 5 novembre 1860).
- 8 décembre : Edvard Helsted, compositeur danois († 1er mars 1900).
- 20 décembre : Leopold von Meyer, pianiste et compositeur autrichien († 6 mars 1883).

## Décès

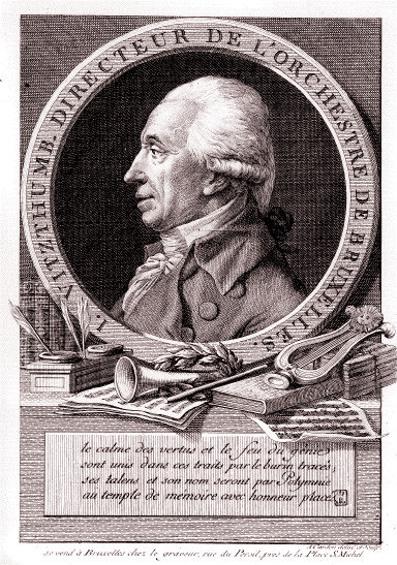
Ignaz Vitzthumb.

- 7 février : Michel Amlingue, facteur d’instruments à vent de la famille des bois (clarinettes, flûtes, hautbois et bassons) à Paris, inventeur des corps de rechange de clarinette (° 16 janvier 1744).
- 14 février : Johann Paul Martini, compositeur d'origine allemande, français d'adoption (° 31 août 1741).
- 16 mars : Giuseppe Janacconi, compositeur et pédagogue italien (° 1740).
- 19 mars : Heinrich Christoph Koch, théoricien de la musique et un lexicographe allemand (° 10 octobre 1749).
- 23 mars : Ignaz Vitzthumb, musicien, compositeur et chef d'orchestre (° 14 septembre 1724).
- 18 avril : Johann Paul Schulthesius, compositeur, claveciniste, pianiste et pasteur allemand (° 14 septembre 1748).
- 5 juin : 
  - Conrad Breunig, compositeur allemand (° 1er mars 1741).
  - Giovanni Paisiello, compositeur italien (° 9 mai 1740).
- 6 juillet : Philipp Meissner, clarinettiste, compositeur et éducateur musical allemand (° 24 septembre 1748).
- 31 juillet : Joseph Fiala, hautboïste tchèque (° 3 février 1748).
- 6 août : Karl Friberth, ténor, compositeur et librettiste autrichien (° 7 juin 1736).
- 30 septembre : Joseph Caillot, comédien et chanteur français (° 24 janvier 1733).
- 1er décembre : Carl Friedrich Franz Benda, compositeur, violoniste allemand (° 24 juin 1754).

Date indéterminée
- Anna Lucia de Amicis-Buonsolazzi, cantatrice italienne (° vers 1733).